# 川崎ルフロン
川崎ルフロン（かわさきルフロン、LeFRONT）は、神奈川県川崎市川崎区の川崎駅前にあるショッピングセンターである。

## 概要
三菱電線工業の旧工場跡地再開発事業の一環として計画された建物で、駅前広場とストリートパークの接点に位置するこのSCは、駅前広場に立ちはだかるものではなく、ストリートパークへ人を誘い込むために、いかに快適な空間を創り上げるかが設計上のテーマとなっている。そこで生み出されたのが、セミアウトドアの最上階迄吹き抜けのセンターモールであり、SCを構成する川崎西武、丸井川崎店、43の専門店の各ゾーンは（いずれも開業時）、各々このセンターモールを取り囲むように配置され、センターモールの中心として、商業施設全体の活性化が図られている。この吹き抜け空間にはシースルーエレベーターを設け、各階へのアプローチと合わせ、上層階への独立動線ともなっている。
なお、この再開発では川崎市の基本構想として、多種にわたる建物群がひとつのスーパーブロック内に計画された。竣工した代表的な建物を竣工期日順にあげると次のようになる。「日本アイ・ビー・エム川崎事業所（現・JMFビル川崎01）」、「川崎日航ホテル」、「住都公団（現・UR）高層共同住宅群・サンスクエア川崎」、「太田総合病院」、「川崎アゼリア」、「三菱電線工業川崎ビルディング（ルフロン）」、「興和川崎東口ビル」。
オープン後3日間で来店客数は67万人、売上高は14億円を達成していた。だが、2003年8月10日に核テナントの1つであった川崎西武が経営不振により撤退。その跡地には、ヨドバシカメラとファッション、雑貨などの専門店が入った。また、ピーク時の1991年度には169億円の売り上げがあった丸井川崎店も、川崎駅西口北に進出した「ラゾーナ川崎プラザ」との競合や武蔵小杉の再開発などによる商業環境の変化から、売上は2016年度に39億円まで落ち込み、2018年1月14日をもって撤退している。

### 所有・運営者
2003年に三菱電線工業は所有権を三菱地所に譲渡。2013年10月に日本リテールファンド投資法人（現・日本都市ファンド投資法人）が川崎ルフロンの不動産信託受益権を300億円で購入し、現在は同法人が賃料収入を得ている。
施設を所有し運営・運用などに当たっているのがファンド運用会社の三菱商事・ユービーエス・リアルティ（現・KJRマネジメント）で、同社からPM業務を委託され、川崎ルフロンを運営しているのが住商アーバン開発である。また、建物の一部は川崎鶴見臨港バスの子会社である臨港エステートが所有している。
SC名称は菱星ショッピングセンターとして登記されている。

### ロゴマーク
ロゴマークは、1988年から2003年までは緑で「LeFRONT」と表記。カタカナロゴは、ゴシック体で「ルフロン」と書かれ、1998年からは「ルフロン」が、丸いようなオリジナルフォントになった。
2004年のリニューアルで、ロゴが変更になり、「LeFRONT」は、青いロゴに変わった。ただし、Fの真ん中の横棒は上に上がっていて、オレンジ色だった。2020年のリニューアルで色は統一。「ルフロン」のロゴもなくなったが、現在も、ヨドバシカメラなどで見られる。

## 施設構成
三菱商事・ユービーエス・リアルティは、2013年から大規模改装の検討を開始し、丸井の営業終了が決定したことを受け、2019年から翌年にかけて、大規模改装に踏み切ることを決定。2003年の開業以来安定した集客力を持つ核テナントのヨドバシカメラを軸にして、丸井跡地に専門店を誘致することで全館を組み直し、これに水族館を導入することで改装の総仕上げとした。
1階に川崎駅東口最大規模となるスーパーマーケット「ライフ」、2階に川崎駅東口エリア最大規模のフードコート「フードビレッジ」（約350席）を開設。6階には川崎市の年齢別ピラミッドで20代・30代・40代の人口比率が高いなど子育て世代の比率が高いことを踏まえ、ママ&キッズフロアを開設。「西松屋」、「ボーネルンドあそびのせかい」、「子供の写真城スタジオアリス」のほか無料の遊び場「ピクニックパーク」も設けた。そして人を呼び込むために高層階に「カワスイ 川崎水族館」が配置された。
SCの高層階にある時間消費型施設はシネコンが多い。だが、シネコンは川崎駅周辺に3館（チネチッタ、TOHOシネマズ川崎、109シネマズ川崎）もある。それに替わるエンターテイメント性の高い時間消費型施設として目をつけたのが都市型水族館である。ただ、どこの商業施設でも水族館を搭載できるわけではない。川崎ルフロンの場合はかつて9階・10階にスポーツクラブがあり、クラブ会員向けのプールがあったことから、水族館を設けても施設や設備の荷重に耐えられる構造であるため、可能となった。

### 主な店舗等
- 地下1階～4階：ヨドバシカメラマルチメディア川崎ルフロン
- 1階：ライフ川崎ルフロン店
- 2階：フードビレッジ（フードコート）
- 4階：ニトリデコホーム川崎ルフロン店、Seria川崎ルフロン店
- 5階：ムラサキスポーツ川崎ルフロン店、ASBee川崎ルフロン店
- 6階：西松屋川崎ルフロン店、ボーネルンドあそびのせかい川崎ルフロン店、こども写真城スタジオアリス川崎ルフロン店
- 7階：ヴィクトリアゴルフ川崎ルフロン店
- 8階：スーパースポーツゼビオ川崎ルフロン店
- 9階～10階：カワスイ 川崎水族館
- 9階：かわさきルフロン献血ルーム
- RF：銀座deフットサル

## かつての核テナント

### 丸井川崎店
"ヤングとヤングマインドの楽しさあふれる生活編集館"をめざし、丸井で33店目（神奈川県下としては7店目）としてオープン。開業時は地上1階～9階を売場としたが、売上の減少にあわせ2008年と2011年に段階的に売場を縮小。閉店時は1階～7階で展開していた。
オープン時のフロア構成
地上1階～9階に展開。売場面積は13,500㎡。
ファッション+インテリアのフルライン型で、フロアは婦人用品4層、紳士用品3層、家庭用品2層で構成。DCブランドの多層展開とショップ・サークル・単品のバランス化が図られていた。
雑貨は、店の顔となる1階に集積し「01スクエア」などでギフトの丸井を打ち出した。インテリア・電器はショップ化、ファッション化を進め、9階の赤いカードセンターでは、各種サービスの強化がうたわれた。

### 川崎西武
1982年1月、資本金10億円で川崎西武百貨店が設立され、1988年3月にオープン。のちに西武百貨店によって直営化される。
1989年10月には各大型店、商店街との回遊性を高め活性化させるべく、地下街アゼリアとの連絡通路が開通。9階には1998年に紀伊國屋書店が出店。9・10階のスポーツクラブ「リボン川崎」は、1996年8月にコナミスポーツに譲渡されている。 10階のエレベーターホール前には、からくり時計「ルフロン号」があったが、閉店を機に撤去。設置箇所は展示スペースとなったあと、カワスイ川崎水族館の敷地内となった。
オープン時のフロア構成
地下1階～地上10階に展開。売場面積は22,900㎡。
地下1階は「シティスーパー」。売場面積4,620㎡の全フロアとしては最大の「SEIBU食品館」を配置。地域一番のスーパーマーケット機能を設け、有楽町西武で好評であった「酒蔵」など専門ショップ出店によるギフトデリカを充実させた。
1階～2階は「シティプラザ」。川崎の表玄関としての公共性、利便性、にぎわいを演出するゾーン。開かれた街のシンボルゾーンとして、情報・サービス・コンビニエンス性を備え、従来の百貨店な商品分類にとらわれずに、美容、レストラン、ツアーサロン、チケットセゾンなど様々なショップを組み合わせで公共性を演出。また百貨店としては初めての本格的な自動車売場を設けた。
3階～4階は「カップルズメッカ」。好感度なヤング向けのファッションを衣・遊・住・生活雑貨などをトータルで提案するゾーン。西武百貨店が業態開発した「Be-in」、「WAVE」、「LOFT of LOFT」、「SEDD」、「ザ・マーケット」などを配置。
5階～8階は「シティライフメッセ」。西武百貨店独自の高値で信頼性のある商品・サービス・情報を提供するゾーン。「studio CASA」、「セゾンカウンター」、「SEIBUホール」など暮らしの豊かさを提供する。
9階～10階は「アーバンスポーツ」。「西武スポーツ」とスポーツクラブ「リボン川崎」からなる。「西武スポーツ」はスポーツを媒介としたコミュニケーション増幅拠点として機能を発揮、話題性に富んだスポーツライフを提案。「リボン川崎」はコミュニケーションづくりに重点を置き、百貨店としては初めてのリゾートプール、ダイビングプール施設やジム、スタジオ、メンバーズレストランなどを設けた。

## 駐車場
- ルフロン駐車場：地下2階、駐車台数300台
- ミューザ川崎駐車場：提携駐車場、川崎駅西口側
- タイムズステーション川崎：提携駐車場、京急川崎駅前